# 胶苦瓜
胶苦瓜（学名：Momordica balsamina） 原产于非洲热带地区一年生的卷须结实的藤本植物，后传入亚洲、澳大利亚和中美洲。花朵为深有纹理的淡黄色，果实圆形、有些有疣子、橙色。成熟时，朱红色的果实破裂，露出里面的种子。苦瓜1568年传入欧洲，作为用于治疗伤口的药物。1810年，托马斯·杰斐逊在蒙蒂塞洛种过这种植物，与飞燕草、罂粟和肉豆蔻等作为观赏植物.

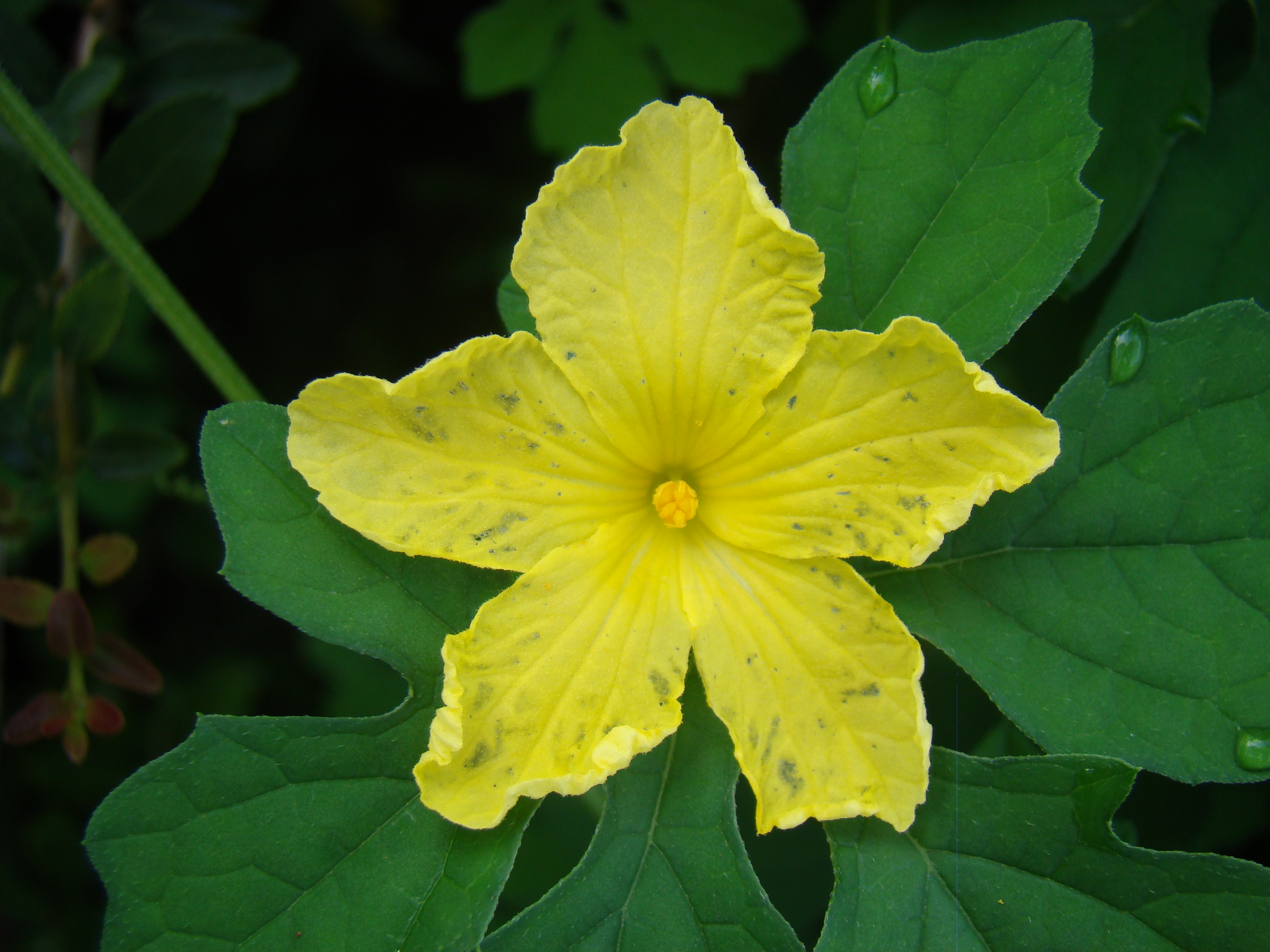
胶苦瓜的花

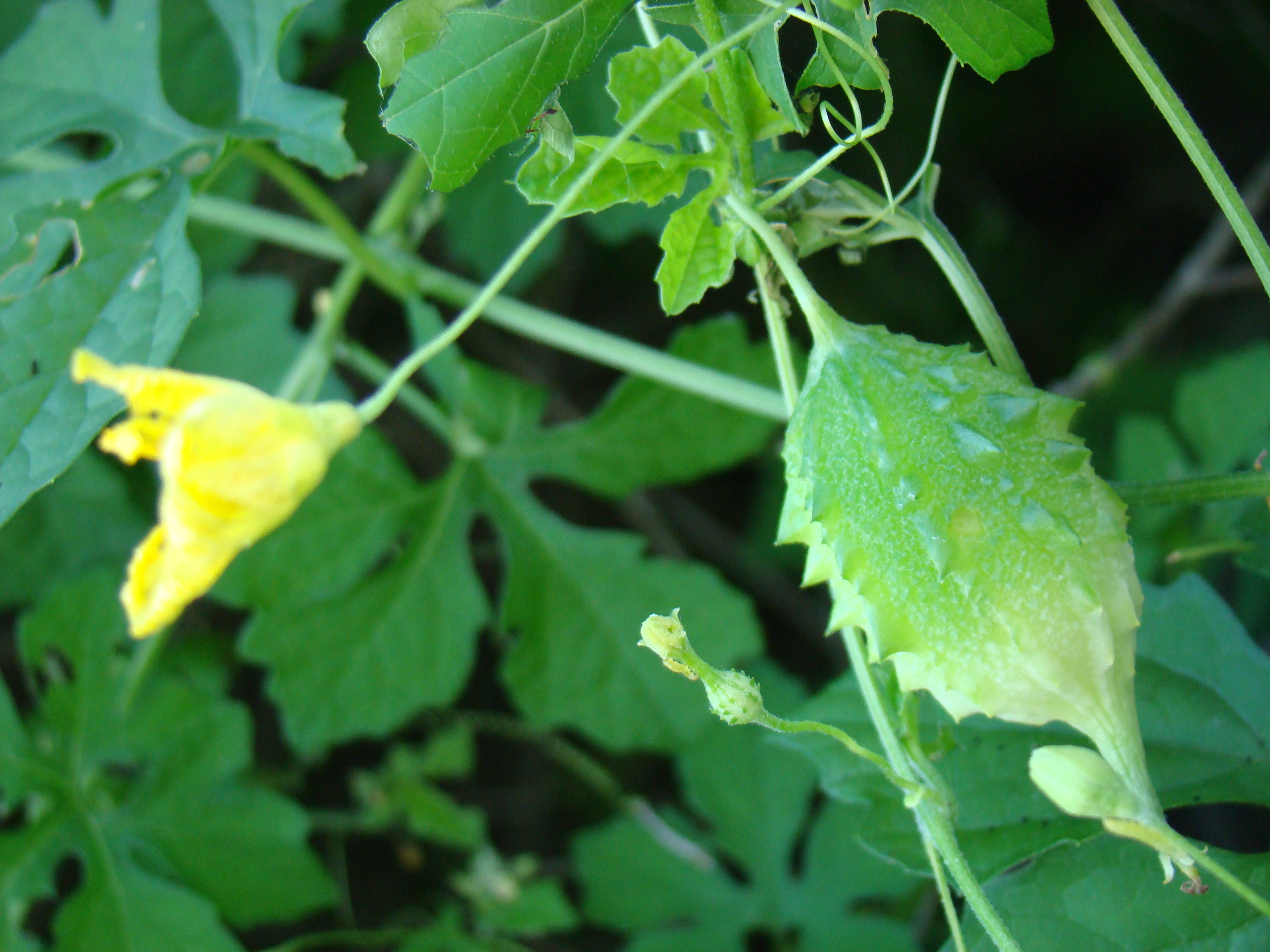
胶苦瓜的幼果

胶苦瓜的外果皮和种子是有毒的。